# Lucyna Kulińska
Lucyna Michalina Kulińska (ur. 3 maja 1955 w Krakowie) – polska historyk, doktor nauk humanistycznych w zakresie historii, specjalność: historia najnowsza. Prezes Społecznej Fundacji Pamięci Narodu Polskiego w latach 2011–2013.

## Życiorys
Ukończyła studia na Wydziale Filozoficzno-Historycznym Uniwersytetu Jagiellońskiego (1978). Rozprawę doktorską nt. Obóz Narodowy w Polsce w latach 1944–1947 (Stronnictwo Narodowe i Organizacja Polska), obroniła na Wyższej Szkole Pedagogicznej im. Komisji Edukacji Narodowej w Krakowie na Wydziale Humanistycznym w roku 1997, jej promotorem był dr hab. Tomasz Jan Biedroń.
Były adiunkt w Katedrze Politologii i Historii Najnowszej Wydziału Humanistycznego Akademii Górniczo-Hutniczej im. Stanisława Staszica w Krakowie. Jej zainteresowania badawcze to stosunki polsko-ukraińskie w XX i XXI wieku, terror stalinowski w Polsce i globalizacja.
Jest autorką wielu książek historycznych, zbiorów dokumentów oraz artykułów naukowych i prasowych, a także wielu publikacji i wystąpień, głównie w prasie związanej z polskim ruchem patriotycznym, kresowym i narodowym.
W 2018 r. została członkinią Społecznego Komitetu Obchodów Narodowego Dnia Pamięci Ofiar Ludobójstwa Polaków na Kresach Wschodnich,  a w 2022 Społecznego Komitetu Budowy Pomnika „Rzeź Wołyńska” w Domostawie.
W 2019 z listy Konfederacji kandydowała w wyborach do Parlamentu Europejskiego i do Sejmu w wyborach parlamentarnych. W 2023 zarejestrowała swój komitet w wyborach z zamiarem startu do Senatu, ale nie wystawił on żadnych kandydatów, a w 2024 r. ponownie bezskutecznie wystartowała w wyborach europarlamentarnych, tym razem z ramienia Bezpartyjnych Samorządowców.

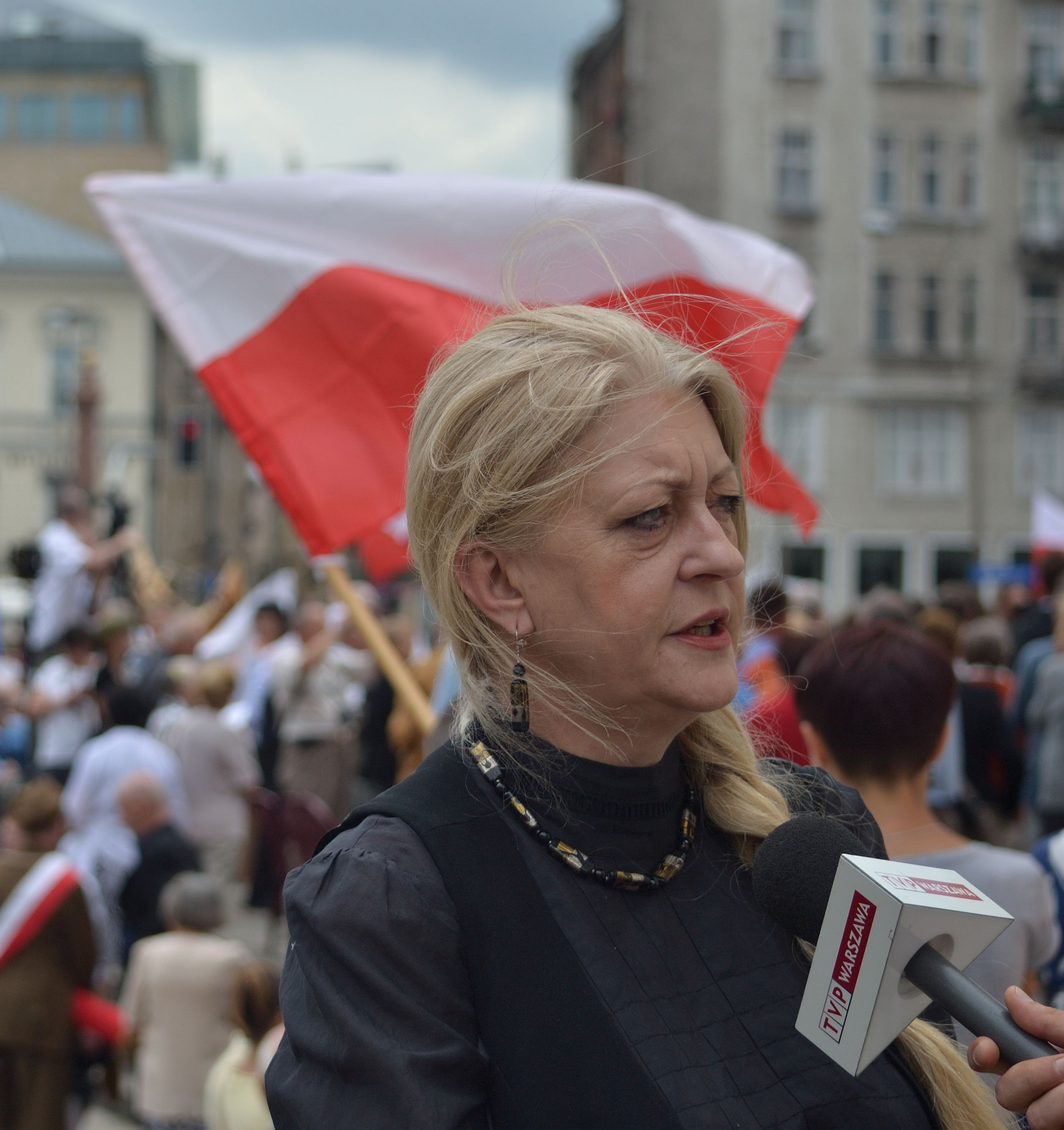
Lucyna Kulińska na Marszu Pamięci Ofiar Rzezi Wołyńskiej (Warszawa, 11 lipca 2013)

## Publikacje
- Narodowcy. Z dziejów Obozu Narodowego w Polsce w latach 1944–1947, Warszawa-Kraków 1999
- Związek Akademicki Młodzież Wszechpolska i „Młodzież Wielkiej Polski” w latach 1922–1947 (struktury, funkcjonowanie i główni działacze), wyd. 1 Kraków 2000 (wyd. 2 Warszawa 2004)
- Narodowcy. Myśl polityczna i społeczna Obozu Narodowego w Polsce w latach 1944–1947, Warszawa-Kraków 2001 (współautorzy Mirosław Orłowski, Rafał Sierchuła)
- Dzieje Komitetu Ziem Wschodnich na tle losów ludności polskich Kresów w latach 1943–1947, T. 1 i 2, Kraków 2002, 2003
- Antypolska akcja nacjonalistów ukraińskich w Małopolsce Wschodniej w świetle dokumentów Rady Głównej Opiekuńczej 1943–1944, Kraków 2003 (współautor Adam Roliński)
- Martyrologia polskich dzieci na Kresach RP 1942–1945, Kraków 2003
- Kwestia ukraińska i eksterminacja ludności polskiej w Małopolsce Wschodniej w świetle dokumentów Polskiego Państwa Podziemnego 1942–1944, Kraków 2004 (współautor Adam Roliński)
- Dzieci Kresów. 1, Warszawa 2003 (Kraków 2009)
- Dzieci Kresów. 2, Kraków 2006
- Dzieci Kresów. 3, Kraków 2009
- Działalność terrorystyczna i sabotażowa nacjonalistycznych organizacji ukraińskich w Polsce w latach 1922–1939, Kraków 2009
- Przebieg eksterminacji ludności polskiej Kresów Wschodnich w latach czterdziestych XX wieku, 2009
- Antypolska akcja nacjonalistów ukraińskich w Małopolsce Wschodniej i na Wołyniu w świetle dokumentów Rady Głównej Opiekuńczej 1943–1944. Zestawienie ofiar, Kraków 2012 (współautor Adam Roliński)
- Dzieci Kresów. 4, Kraków 2013
- Zbrodnie nacjonalistów ukraińskich na Polakach w latach 1939–1945. Ludobójstwo niepotępione, Warszawa 2015 (współautor Czesław Partacz)
- Terroryzm w II RP – Ukraińska Wojskowa Organizacja i Organizacja Ukraińskich Nacjonalistów, Kraków 2016
- Czy Polacy powinni czuć się winni z powodu zrealizowania „Operacji Wisła”?, szkic, 2017
- Czy Polacy w polityce wschodniej są skazani na powtarzanie błędów?, Warszawa 2017
- Wypędzenie Polaków ze wschodnich województw Rzeczypospolitej: zapomniana i niepotępiona zbrodnia na polskim narodzie dokonana podczas II wojny światowej, Warszawa 2017
- Taras Szewczenko, Hajdamacy, opracowanie i komentarz Lucyna Kulińska, bmw. 2019
- Children of the Borderlands, bmw. 2020
- Rzeczpospolita Niechciana. Rząd i społeczeństwo polskie Drugiej Rzeczypospolitej wobec problemu ukraińskiego, bmw. 2023

## Odznaczenia i nagrody
- 2004: Srebrny Krzyż Zasługi[11]
- 2023: Nagroda im. Witolda Hulewicza za działalność naukową i utrwalanie pamięci o bolesnej historii Kresów Wschodnich